# Gramadão
Gramadão é um distrito do município brasileiro de São Miguel Arcanjo, que integra a Região Metropolitana de Sorocaba, no interior do estado de São Paulo.

## História

### Formação administrativa
- Lei municipal nº 2.319 de 12/12/2000 - Fica criado no município de São Miguel Arcanjo o distrito do Gramadão, abrangendo os bairros Gramadão, Pocinho e Turvo dos Hilários, e terá sua sede no perímetro urbano do bairro que dá o nome ao distrito[2].

### Pedido de emancipação
O distrito tentou a emancipação político-administrativa e ser elevado à município, através de processo que deu entrada na Assembléia Legislativa do Estado de São Paulo no ano de 1996, mas o processo encontra-se com a tramitação suspensa.

## Geografia

### Demografia

#### População urbana
| Crescimento população urbana | Crescimento população urbana | Crescimento população urbana | Crescimento população urbana |
| Censo                        | Pop.                         |                              | %±                           |
| ---------------------------- | ---------------------------- | ---------------------------- | ---------------------------- |
| 1991                         | 1 057                        |                              | —                            |
| 2000                         | 1 640                        |                              | 55,2%                        |
| 2010                         | 2 209                        |                              | 34,7%                        |
| Fonte: IBGE e Fundação SEADE |                              |                              |                              |

#### População total
Pelo Censo 2010 (IBGE) a população total do distrito era de 3 221 habitantes.

### Área territorial
A área territorial do distrito é de 43,702 km².

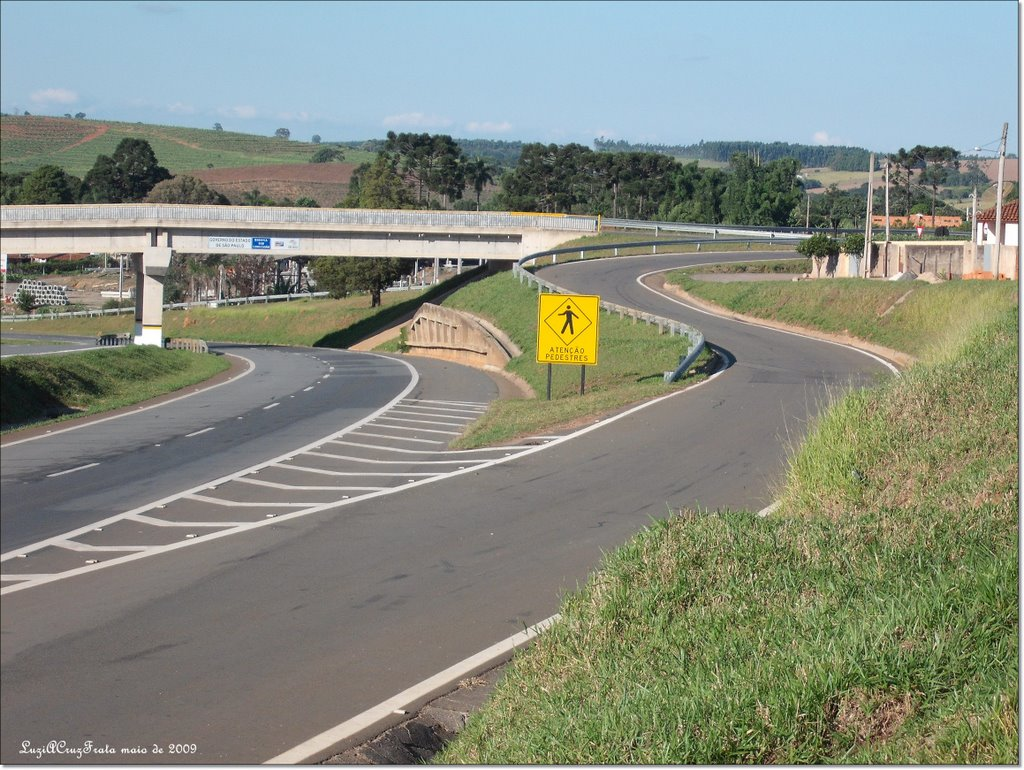
Entrada do distrito.

### Rodovias
O principal acesso do distrito é a Rodovia Professor Francisco da Silva Pontes (SP-127).

## Serviços públicos

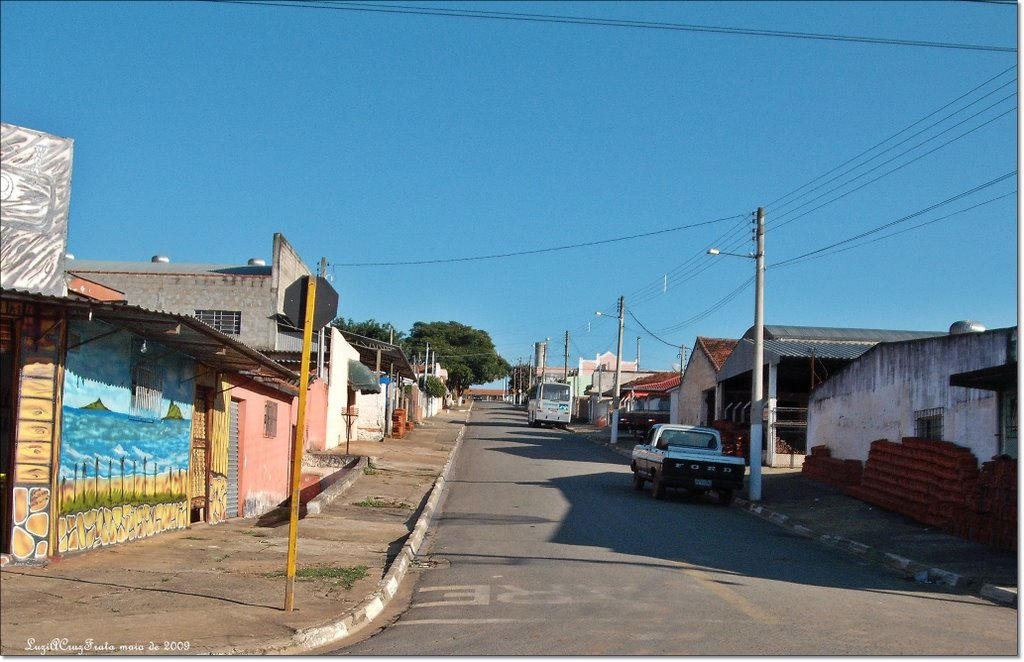
Aspecto local.

### Registro civil
Feito na sede do município, pois o distrito não possui Cartório de Registro Civil das Pessoas Naturais.

### Saneamento
O serviço de abastecimento de água é feito pela Companhia de Saneamento Básico do Estado de São Paulo (SABESP).

### Energia
A responsável pelo abastecimento de energia elétrica é a CPFL Santa Cruz (antiga CPFL Sul Paulista), distribuidora do grupo CPFL Energia.

### Telecomunicações
O distrito era atendido pela Telecomunicações de São Paulo (TELESP), que inaugurou a central telefônica utilizada até os dias atuais. Em 1998 esta empresa foi vendida para a Telefônica, que em 2012 adotou a marca Vivo para suas operações.

## Religião
O Cristianismo se faz presente no distrito da seguinte forma:

### Igreja Católica
- A igreja faz parte da Diocese de Itapetininga[15].

### Igrejas Evangélicas
- Assembleia de Deus - O distrito possui congregação da Assembleia de Deus Ministério do Belém, vinculada ao Campo de Sorocaba[16][17].
- Congregação Cristã no Brasil[18].